# Hrádek (ort i Tjeckien, Södra Mähren)
Hrádek är en ort i Tjeckien.   Den ligger i regionen Södra Mähren, i den sydöstra delen av landet, 200 km sydost om huvudstaden Prag. Hrádek ligger 194 meter över havet och antalet invånare är 899.
Terrängen runt Hrádek är platt. Runt Hrádek är det ganska tätbefolkat, med 54 invånare per kvadratkilometer. Närmaste större samhälle är Znojmo, 18,5 km nordväst om Hrádek. Trakten runt Hrádek består till största delen av jordbruksmark.